# Паралингвистика
Паралингви́стика (греч. παρά — «около») — раздел языкознания, изучающий невербальные (неязыковые) средства, передающие совместно с вербальными смысловую информацию в составе речевого сообщения, а также совокупность таких средств. Ранее использовался и до сих пор используется термин экстралингвистика (внешняя лингвистика).
Паралингвистические средства не входят в систему языка и не являются речевыми единицами, однако в той или иной степени представлены в каждой речевой единице, сопровождая речь.

## Виды паралингвистических средств
Различают три вида паралингвистических средств:
- фонационные — темп, тембр, громкость речи, заполнители пауз (к примеру, э-э, м-м), мелодика речи, диалектные, социальные или идиолектные особенности артикуляции звуков;
- кинетические — жесты, поза, мимика говорящего;
- графические — особенности почерка, графические дополнения к буквам, заменители букв (&, § и другие).

Выбор говорящим того или иного воплощения паралингвистического средства отличается непредсказуемостью, в отличие от лингвистических средств; так, интонационное оформление вопроса в данном языке задано, поэтому должно считаться лингвистическим средством, в то время как его тембральная окраска заранее не известна и является паралингвистическим средством. (Согласно другой точке зрения, критерием выделения паралингвистических средств является не их произвольность, а тот факт, что они не входят в систему фонологических противопоставлений данного языка, хотя обязательны для реализации в речи.)

## Функции паралингвистических средств
Паралингвистические средства могут выполнять следующие функции по отношению к вербальной составляющей высказывания:
- внесение дополнительной информации (в том числе противоречащей вербальной, как в случаях произнесения текста, содержащего положительную оценку, с фонационными характеристиками, несущими значение отрицательного отношения);
- замещение вербального элемента (например, использование отрицательного жеста);
- сочетание с вербальными средствами для выражения общего смысла (так, рус. Я хочу вот этот красный шар может сопровождаться указательным жестом).

Паралингвистические средства могут служить источником информации о говорящем (или пишущем), поскольку зачастую отражают его социальные, возрастные черты, особенности характера, а также включают этнолингвистическую составляющую.

## История исследований
Понятие паралингвистики было введено в конце 1940-х гг. американским лингвистом А. Хиллом, однако соответствующие явления привлекли внимание советского языковеда Н. В. Юшманова ещё в 1930-х годах, о чём свидетельствует его работа «Экстранормальная фонетика».